# Daniele Pietropolli

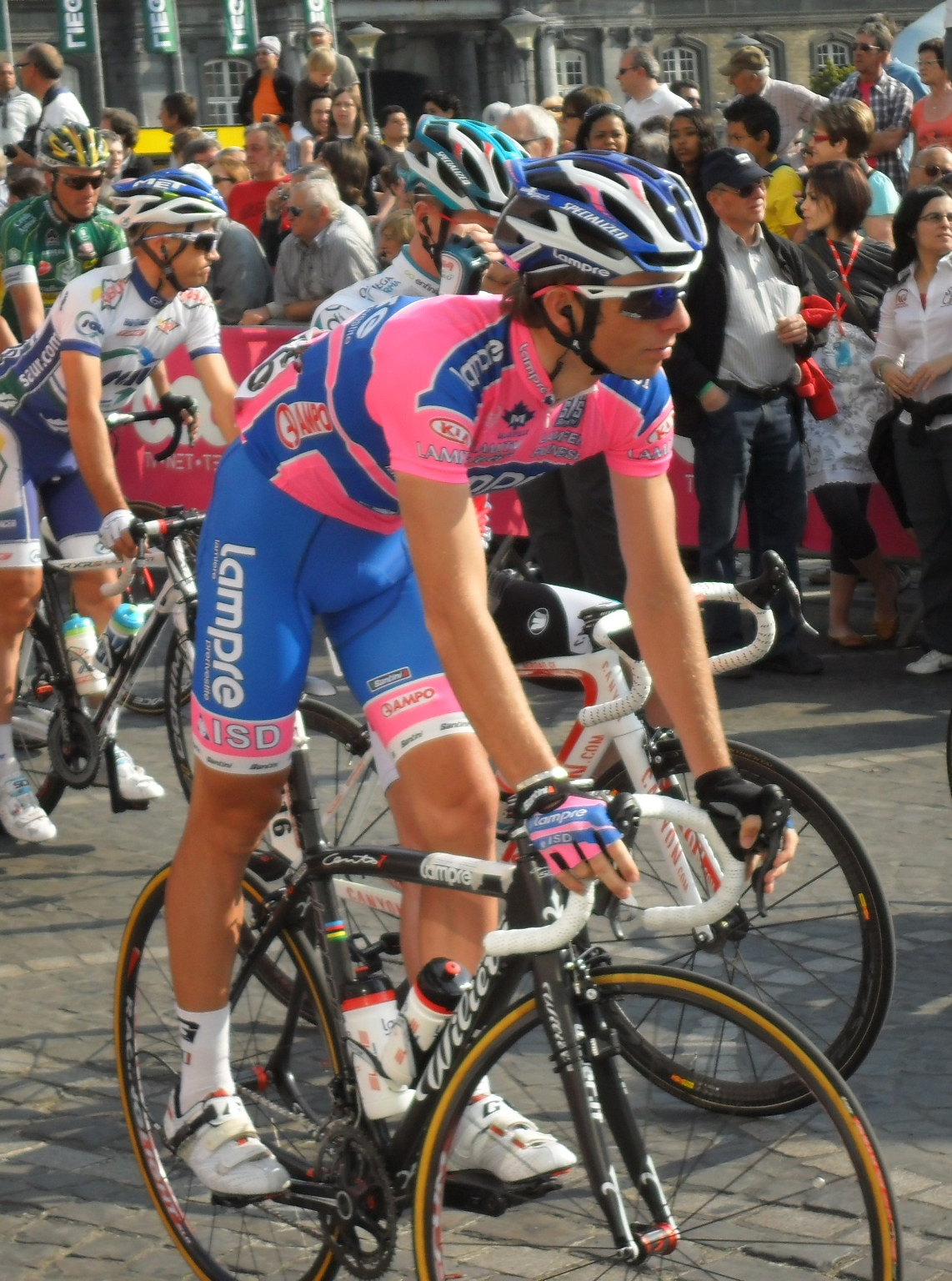
Daniele Pietropolli bei Lüttich–Bastogne–Lüttich 2011

Daniele Pietropolli (* 11. Juli 1980 in Bussolengo) ist ein ehemaliger italienischer Radrennfahrer.

## Karriere
Daniele Pietropolli fuhr 2001 als Stagiaire beim Radsportteam Fassa Bortolo. 2002 gewann er das italienische Eintagesrennen Trofeo Zssdi. Im folgenden Jahr erhielt er bei Tenax seinen ersten regulären Vertrag. Während seiner Karriere gewann er verschiedene Etappenrennen, so zweimal den Giro della Provincia di Reggio Calabria und je einmal den Giro della Provincia di Grosseto sowie die Settimana Ciclistica Lombarda.  Außerdem gewann Pietropolli 2011 die Trofeo Laigueglia im Sprint einer zehnköpfigen Ausreißergruppe.
Nach Ablauf der Saison 2014 beendete er seine Karriere.
Im Zuge der Dopingermittlungen der Staatsanwaltschaft von Padua wurde er im Jahr 2014 verdächtigt während seiner Karriere Kunde des umstrittenen Sportmediziners Michele Ferrari gewesen zu sein.

## Erfolge
2002
- Trofeo Zssdi

2008
- Gesamtwertung und eine Etappe Giro della Provincia di Reggio Calabria

2009
- Gesamtwertung und eine Etappe Giro della Provincia di Grosseto
- Gesamtwertung und Mannschaftszeitfahren Settimana Ciclistica Lombarda

2011
- Gesamtwertung und eine Etappe Giro della Provincia di Reggio Calabria
- Trofeo Laigueglia

## Grand-Tour-Platzierungen
| Grand Tour            | 2003 | 2004 | 2005 | 2006 | 2007 | 2008 | 2009 | 2010 | 2011 | 2012 | 2013 |
| --------------------- | ---- | ---- | ---- | ---- | ---- | ---- | ---- | ---- | ---- | ---- | ---- |
| Giro d’ItaliaGiro     | 67   | 80   | –    | –    | –    | 57   | 94   | –    | –    | 91   | 80   |
| Tour de FranceTour    | –    | –    | –    | –    | –    | –    | –    | –    | –    | –    | –    |
| Vuelta a EspañaVuelta | –    | –    | –    | –    | –    | –    | –    | 61   | –    | –    | –    |

## Teams
- 2001 Fassa Bortolo (Stagiaire)
- 2003 Tenax
- 2004 Tenax
- 2005 Tenax
- 2006 Tenax-Salmilano
- 2007 Tenax
- 2008 LPR Brakes-Ballan
- 2009 LPR Brakes-Farnese Vini
- 2010 Lampre-Farnese Vini
- 2011 Lampre-ISD
- 2012 Lampre-ISD
- 2013 Lampre-Merida